# 刀劍亂舞無雙
《刀劍亂舞無雙》是2022年5月24日光荣特库摩旗下动作游戏团队「ω-Force」和女性向游戏团队「Ruby Party」合作開發，并由光荣特库摩和DMM.com在任天堂Switch和Microsoft Windows上发行的无双系列动作游戏。该游戏改编自手机游戏《刀劍亂舞 -ONLINE-》。

## 游戏玩法
与多数无双系列游戏相同，由一系列关卡串联起来，每关都有自己的成功和失败条件。玩家需要选择自己想操作的角色前往战场「割草」。并且游戏中与敌人交战时偶尔会触发「刀劍對峙」（与真·三國無雙3中的刀劍對峙相同），若獲勝即可在敵方無法還手的情況下击败对方。
除此之外，游戏中也有与战国无双一样的「搭檔」系統。
除了战斗外，「主城」也在游戏中以3D形式再現。玩家能够返回據點「主城」，并自由配置刀劍男士，以及进行材料购买和装备强化等操作。

## 背景设定与人物
游戏讲述十五位名为「刀剑男士」的人物失去主人「审神者」并在漂流中遭遇「时间溯行军」的袭击。随后，他们接到「时之政府」的指派任务，必须前往战国乱世进行「突击调查」，以面临历史的改变。

### 角色
| 角色名称   | 配音（CV） | 备注       |
| ---------- | ---------- | ---------- |
| 三日月宗近 | 鸟海浩辅   | 第一队队长 |
| 千子村正   | 诹访部顺一 |            |
| 蜻蛉切     | 樱井透     |            |
| 歌仙兼定   | 石川界人   | 第二队队长 |
| 一期一振   | 田丸笃志   |            |
| 鲶尾藤四郎 | 齐藤壮马   |            |
| 日向正宗   | 梶裕贵     |            |
| 压切长谷部 | 新垣樽助   | 第三队队长 |
| 药研藤四郎 | 山下诚一郎 |            |
| 巴形薙刀   | 野岛裕史   |            |
| 鹤丸国永   | 齐藤壮马   | 第四队队长 |
| 烛台切光忠 | 佐藤拓也   |            |
| 大俱利伽罗 | 古川慎     |            |
| 山姥切国广 | 前野智昭   | 第五队队长 |
| 山姥切长义 | 高梨谦吾   |            |
| 面影       | 寺岛拓笃   | 原创角色   |

## 评价
由于键盘的缘故，巴哈姆特的Nico酱对于Steam版游戏的评价是“稍有可惜”，而对于任天堂Switch版则是“小荧幕玩起來有點吃力，但整体上还可以”。

## 外部連結
官方网站 （页面存档备份，存于）